# Ореховец (Нови Мароф)
Ореховец је насељено место у саставу града Новог Марофа у Вараждинској жупанији, Хрватска. До територијалне реорганизације у Хрватској налазио се у саставу старе општине Нови Мароф.

## Становништво
На попису становништва 2011. године, Ореховец је имао 297 становника.

## Попис1991.
На попису становништва 1991. године, насељено место Ореховец је имало 276 становника, следећег националног састава:
| Попис 1991.‍ | Попис 1991.‍ | Попис 1991.‍ | Попис 1991.‍ | Попис 1991.‍ |
| ----------- | ----------- | ----------- | ----------- | ----------- |
|             |             |             |             |             |
| Хрвати      | Хрвати      |             | 274         | 99,27%      |
| Македонци   | Македонци   |             | 1           | 0,36%       |
| непознато   | непознато   |             | 1           | 0,36%       |
| укупно: 276 |             |             |             |             |